# Linie (przystanek kolejowy)
Linie – nieczynny przystanek kolejowy w Liniach w powiecie pyrzyckim, w województwie zachodniopomorskim, w Polsce.